# Droga wojewódzka 792
Die Droga wojewódzka 792 (DW 792) ist eine 16 Kilometer lange Droga wojewódzka (Woiwodschaftsstraße) in der polnischen Woiwodschaft Schlesien, die Żarki mit Kroczyce verbindet. Die Strecke liegt im Powiat Myszkowski.

## Streckenverlauf
Woiwodschaft Schlesien, Powiat Myszkowski
-  Żarki (DW 789, DW 793)
- Jaworznik
- Kotowice
- Podlesice
-  Kroczyce (DK 78)